# Maria Kalnes
Maria Kalnes es una deportista noruega que compitió en triatlón. Ganó una medalla de bronce en el Campeonato Mundial de Triatlón de Invierno de 2005 en la prueba individual.

## Palmarés internacional
| Campeonato Mundial | Campeonato Mundial         | Campeonato Mundial | Campeonato Mundial |
| Año                | Lugar                      | Medalla            | Prueba             |
| ------------------ | -------------------------- | ------------------ | ------------------ |
| 2005               | Štrbské Pleso (Eslovaquia) | Medalla de bronce  | Individual         |